# Lószőrfülőke
A lószőrfülőke vagy lószőr-szegfűgomba (Gymnopus androsaceus) az Omphalotaceae családba tartozó, Eurázsiában és Észak-Amerikában honos, fenyvesek avarján élő, nem ehető gombafaj.

## Megjelenése
A lószőrfülőke kalapja 0,4–1,1 cm széles, alakja domború, majd szélesen domború, közepe kissé benyomott lehet. Felszíne száraz, sima, szinte a közepéig szélesen és sekélyen bordázott.Színe rózsásbarna, narancsbarna vagy vörösbarna, gyakran szinte fehérré kifakul, bár a közepe sötétebb maradhat. 
Húsa egészen vékony, színe halványbarnás, sérülésre nem változik. Szaga és íze nem jellegzetes. 
Ritkás lemezei szélesen tönkhöz nőttek, néhány féllemez is megfigyelhető. Színűk fiatalon halvány barackszínű-rózsás, később hússzínű. 
Tönkje 2–7 cm magas és max. 1 mm vastag. Alakja nagyon karcsú, drótszerű, szívós. Színe a csúcsán vörösbarna, lejjebb feketés. Tövéhez fekete rizomorfok (gyökérszerű micéliumkötegek) kapcsolódnak. 
Spórapora fehér. Spórája majdnem ellipszis vagy megnyúlt csepp alakú, sima, inamiloid, mérete 5–8 x 3,5–4,5 µm.

### Hasonló fajok
A nagyon hasonló nyakörves szegfűgomba lemezei szabadon állnak és örvszerűen körülveszik a tönköt. A bordásszélű fülőke szaga kellemetlen, rothadó káposztára emlékeztet.

## Elterjedése és termőhelye
Eurázsiában és Észak-Amerikában honos. Magyarországon gyakori.
Fenyvesekben található meg, különböző korhadó növényi anyagokon (fenyőtűn, kérgen, tobozon, ágacskákon, tuskókon), sokszor tömegesen. Júniustól novemberig terem.

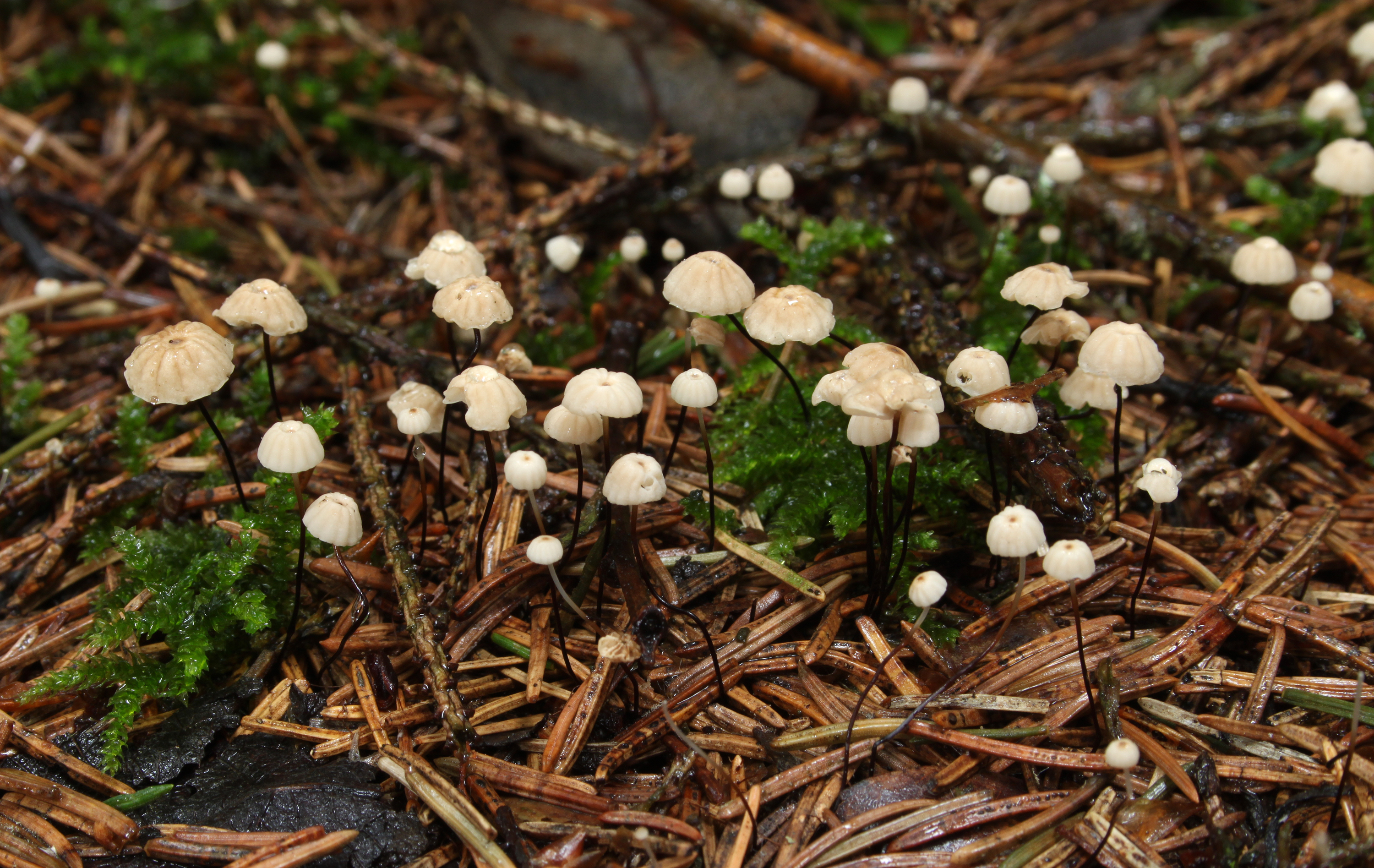
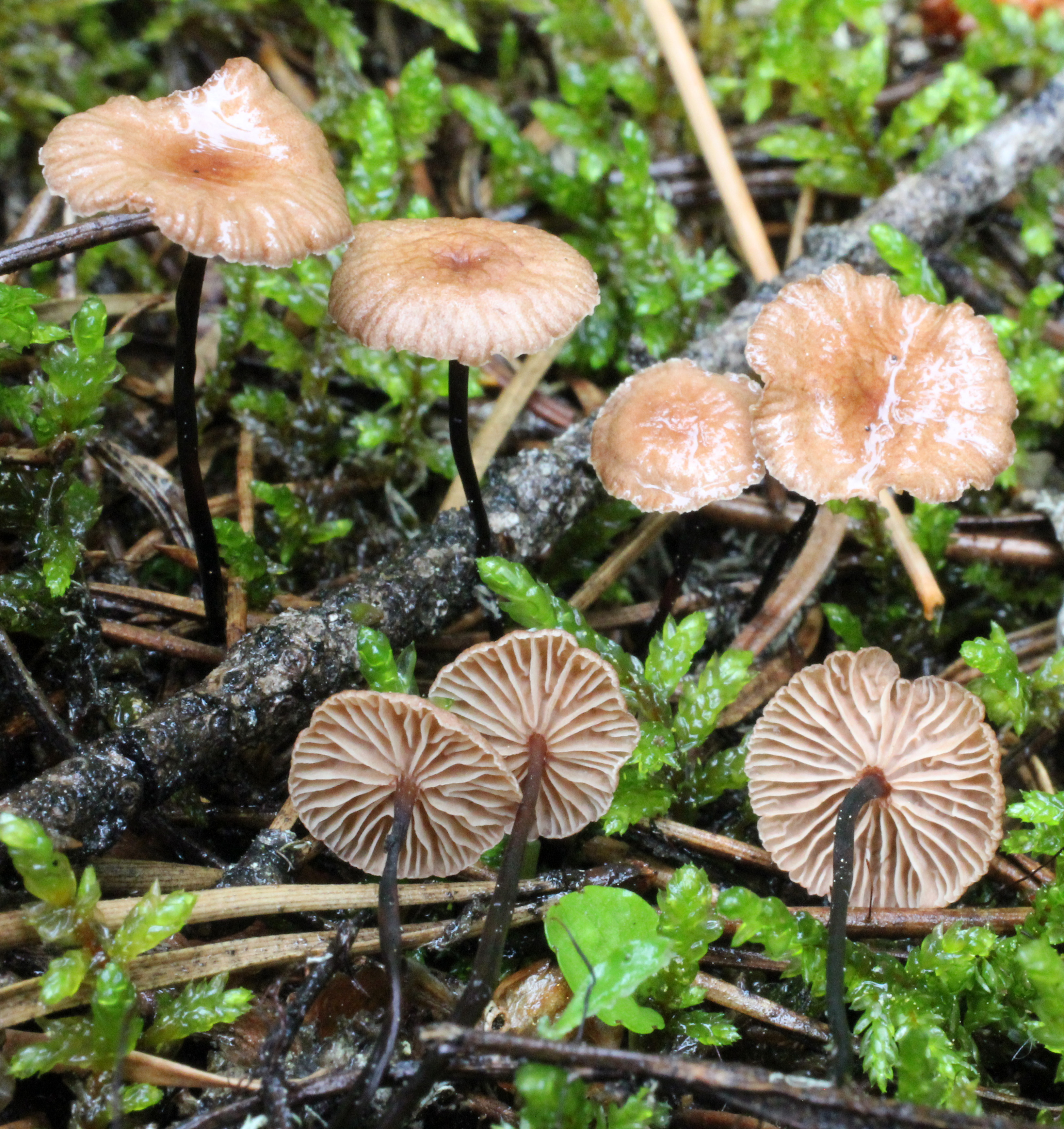
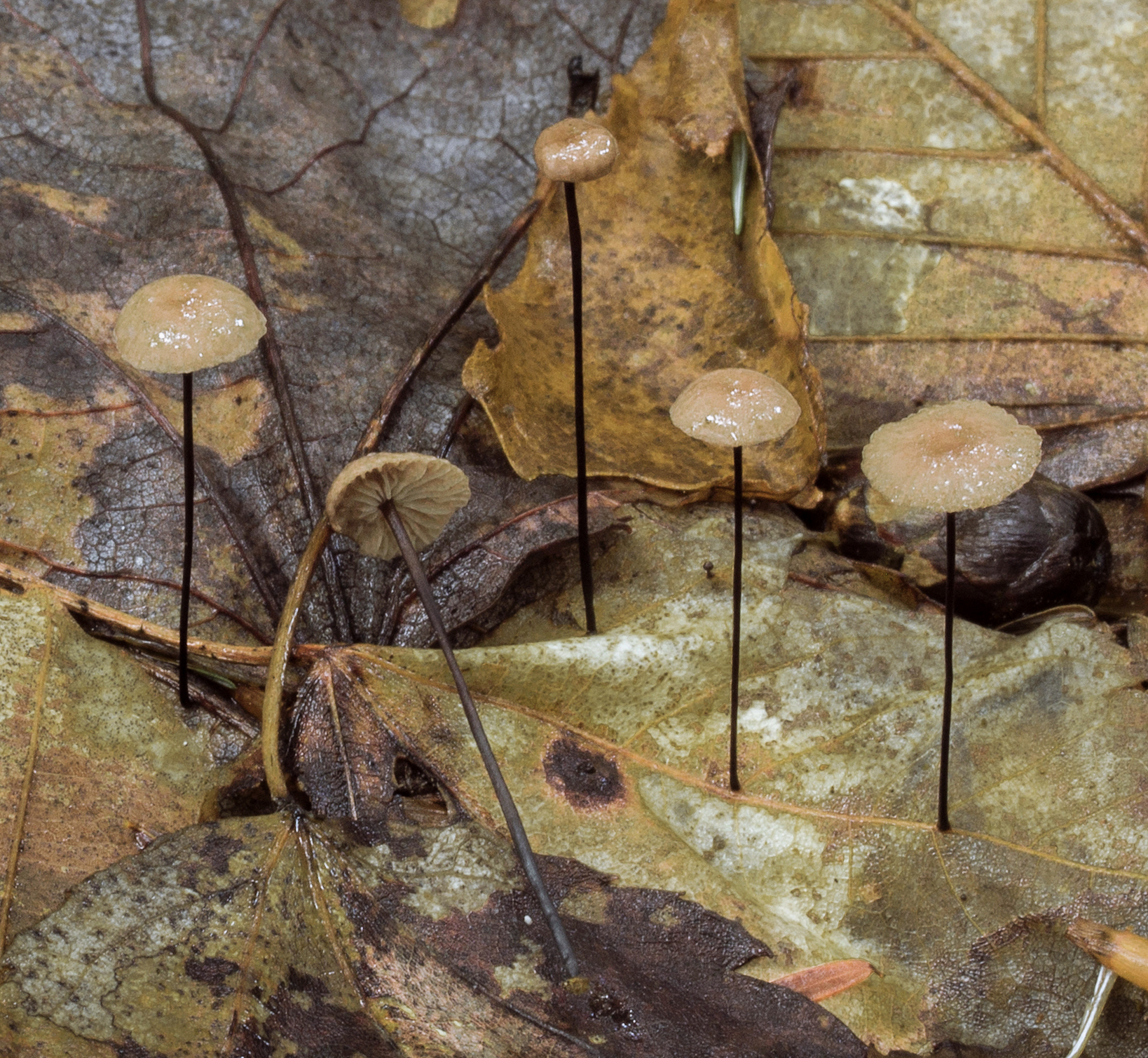
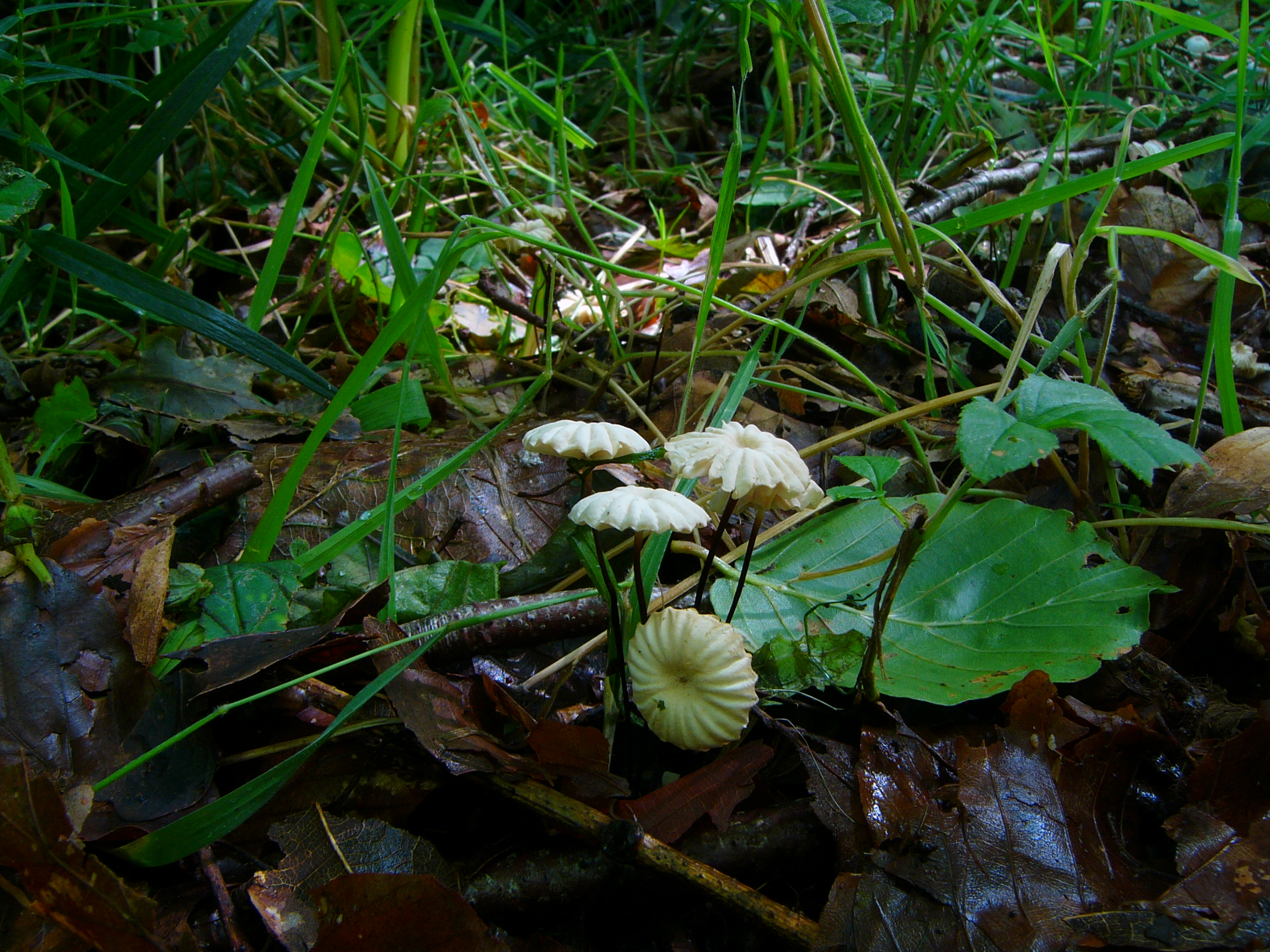
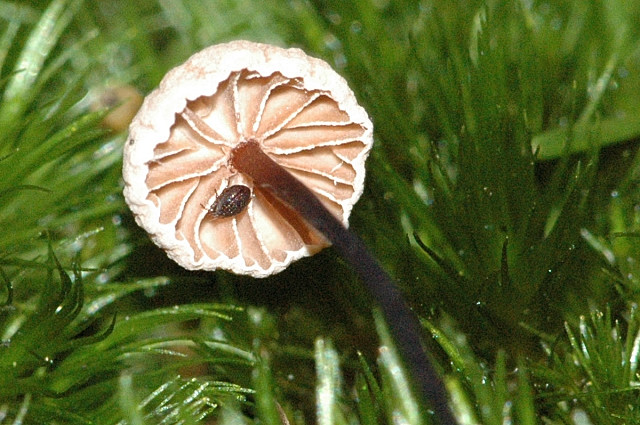

Nem ehető. 